# Città di Forlì III 2022
Il Città di Forlì III 2022è stato un torneo maschile di tennis giocato sul cemento indoor. È stata la 7ª edizione del torneo – la 3ª del 2022 – facente parte della categoria Challenger 80 nell'ambito dell'ATP Challenger Tour 2022, con un montepremi di 45 730 €. Si è disputato al Tennis Villa Carpena di Forlì, in Italia, dal 17 al 23 gennaio 2022.
Sempre sui campi in cemento del club forlivese, dal 3 al 9 gennaio si era tenuta la  quinta edizione, di categoria Challenger 50, e dal 10 al 16 gennaio si era svolta la sesta edizione, di categoria Challenger 80.

## Partecipanti

### Teste di serie
| Nazionalità | Giocatore        | Ranking* | Testa di serie |
| ----------- | ---------------- | -------- | -------------- |
| Canada      | Vasek Pospisil   | 134      | 1              |
| Francia     | Quentin Halys    | 153      | 2              |
| Turchia     | Cem İlkel        | 154      | 3              |
| Turchia     | Altuğ Çelikbilek | 164      | 4              |
| Francia     | Grégoire Barrère | 167      | 5              |
| Polonia     | Kacper Żuk       | 171      | 6              |
| Germania    | Daniel Masur     | 181      | 7              |
| Slovacchia  | Lukáš Lacko      | 189      | 8              |

* Ranking al 10 gennaio 2022.

### Altri partecipanti
I seguenti giocatori hanno ricevuto una wild card per il tabellone principale:
- Matteo Arnaldi
- Stefano Napolitano
- Andrea Pellegrino

Il seguente giocatore è entrato in tabellone usando il ranking protetto:
- Filippo Baldi

Il seguente giocatore è entrato in tabellone con una special exempt:
- Jack Draper

I seguenti giocatori sono entrati in tabellone come alternate:
- Denis Istomin
- Wu Tung-lin

I seguenti giocatori sono passati dalle qualificazioni:
- Marius Copil
- Antoine Escoffier
- Borna Gojo
- Lukáš Rosol
- Evgenii Tiurnev
- Kaichi Uchida

Il seguente giocatore è entrato in tabellone come lucky loser:
- Evan Furness

## Campioni

### Singolare
- Pavel Kotov ha sconfitto in finale  Quentin Halys con il punteggio di 7–5, 6(5)–7, 6–3.

### Doppio
- Victor Vlad Cornea /  Fabian Fallert hanno sconfitto in finale  Jonáš Forejtek /  Jelle Sels con il punteggio di 6–4, 6(6)–7, [10–7].